# La Capelle-Balaguier
La Capelle-Balaguier é uma comuna francesa na região administrativa de Occitânia, no departamento de Aveyron. Estende-se por uma área de 13,36 km². Em 2010 a comuna tinha 323 habitantes (densidade: 24,2 hab./km²).